# جوروتا کوسوگی
جوروتا کوسوگی (به انگلیسی: Jūrōta Kosugi؛ زادهٔ ۱۹ دسامبر ۱۹۵۷) صدا پیشه، بازیگر و خوانندهٔ اهل ژاپن است.